# Fontaine Saint-Andoche
La fontaine Saint-Andoche ou fontaine Caristie est une fontaine du XVIIIe siècle à Saulieu, Côte-d'Or, Bourgogne, France.
Elle est inscrite comme monument historique.

## Emplacement
La fontaine Caristie ou fontaine Saint-Andoche se trouve place du Docteur Roclore à Saulieu (Côte-d'Or, Bourgogne), sur laquelle s'ouvre le porche de la basilique Saint-Andoche.

## Description
Elle est surmontée d'une statue de la belle Samaritaine reposant sur une coupole supportée par trois colonnes prenant pied dans une vasque de pierre.

## Histoire
La fontaine est dessinée par Jean-Baptiste Caristie et construite en 1753 au milieu de la rue, remplaçant le puits aux moines (mentionné déjà en 1482). Dix ans plus tard, ses canalisations de bois s'avèrent défectueuses et provoquent des inondations ; il est donc décidé de la déplacer pour la réinstaller à son emplacement actuel - un travail confié à Jean-Antoine Caristie, cousin du premier.

## Protection
La fontaine Saint-Andoche est inscrite comme Monument historique en 1993.

La fontaine Saint-Andoche et sa « belle samaritaine » devant la basilique Saint-Andoche de Saulieu
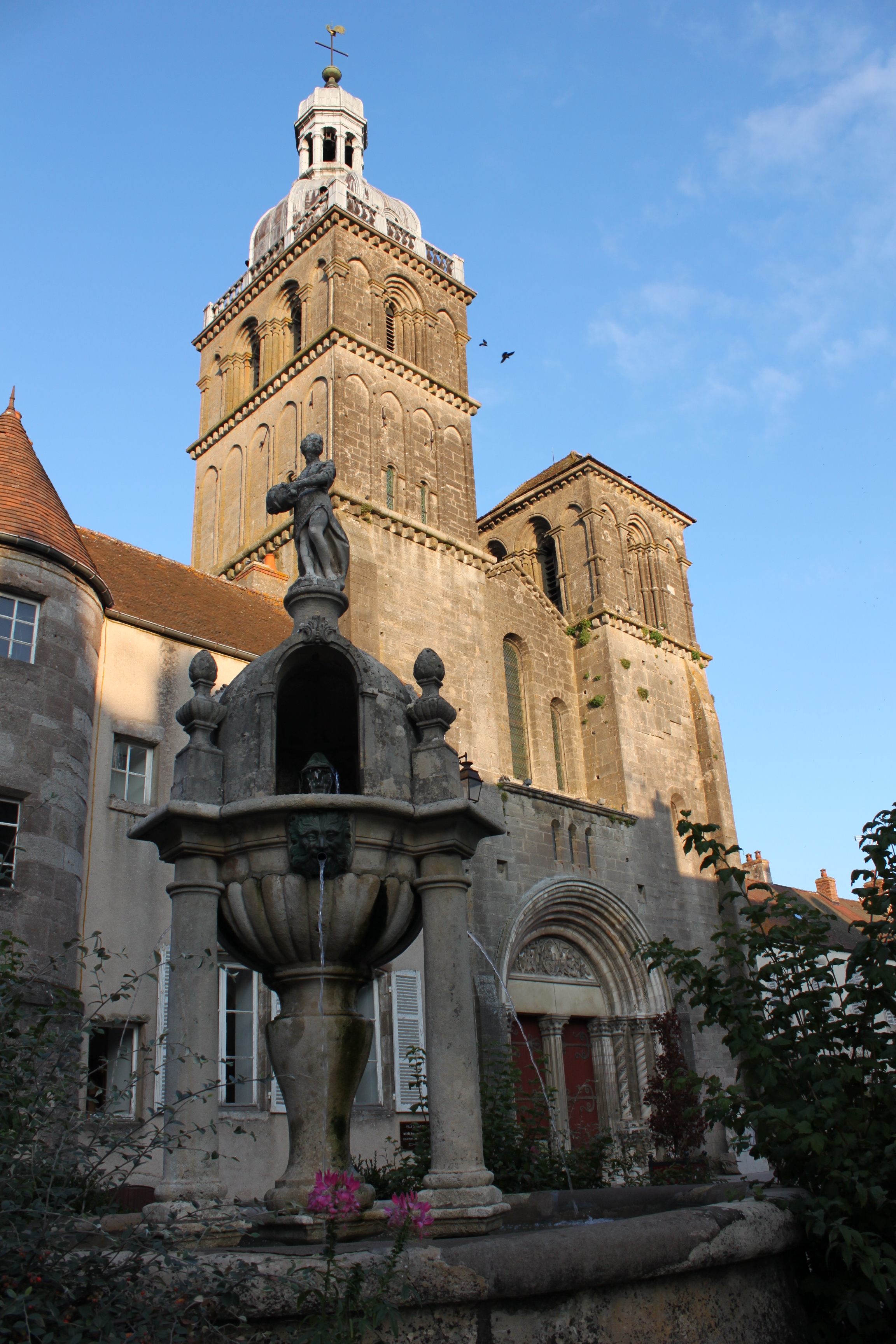
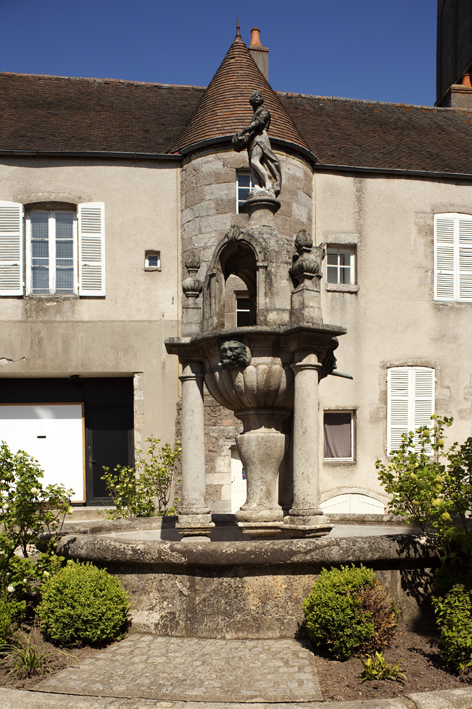
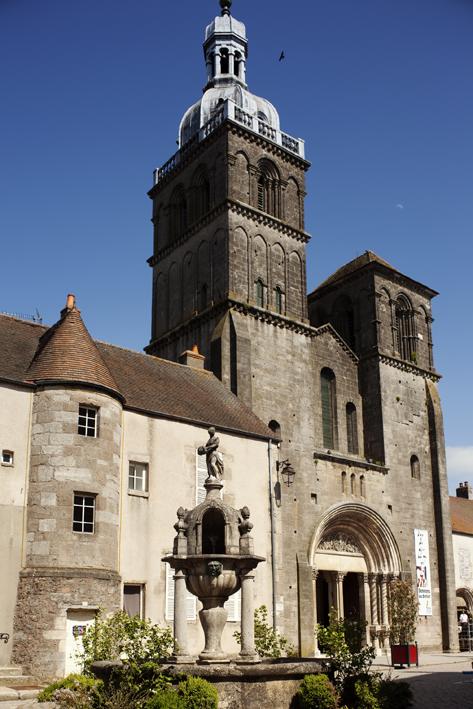